# Rüdiger Hacker
Rüdiger Hacker (* 1941 in Landshut) ist ein deutscher Schauspieler, Hörspielsprecher und Regisseur.

## Leben
Rüdiger Hacker gehört zu den Gründungsmitgliedern der Schaubühne am Halleschen Ufer in Berlin. Er hatte Theaterengagements am Münchner Volkstheater, den Münchner Kammerspielen, dem Hamburger Thalia Theater, dem Düsseldorfer Schauspielhaus und den Salzburger Festspielen. Heute ist Rüdiger Hacker Ensemblemitglied am Nationaltheater Mannheim.
In den Jahren 1980 bis 1987 inszenierte er selbst an den Stadttheatern in Bern und Basel, dem Thalia Theater und dem Bayerischen Staatsschauspiel in München, wo er mittlerweile doziert.
Mit sechs weiteren Mitgliedern gründete Rüdiger Hacker 1988 einen Förderverein für die Neue Münchner Schauspielschule, dessen Vorsitzender er bis 1999 war.
Rüdiger Hacker lebt heute in München.

## Film und Fernsehen
- 1976: Sommergäste
- 1979: Lemminge (Fernsehzweiteiler, 1 Folge)
- 1993, 2000: Café Meineid (Fernsehserie, 2 Folgen)
- 1995: Tatort: Die schwarzen Bilder (Fernsehreihe)
- 1996: Aus heiterem Himmel (Fernsehserie, 4 Folgen)
- 1997: Ein Bayer auf Rügen (Fernsehserie, Folge In den falschen Händen)
- 1997: Der Bulle von Tölz: Waidmanns Zank (Fernsehreihe)
- 1998: Die Ehrabschneider
- 1999: Aimée & Jaguar
- 1999: Die Häupter meiner Lieben
- 2002: Verlorenes Land
- 2002: Der Bulle von Tölz: Zirkusluft
- 2006, 2013: München 7 (Fernsehserie, verschiedene Rollen, 2 Folgen)

## Hörspiele
- 1978: George Tabori: Die 25. Stunde, Regie: George Tabori (RIAS Berlin)
- 2014: Lena Christ: Die Rumplhanni (Rolle: Erzähler), Regie: Dieter Lohr, LOhrBär-Verlag, ISBN 978-3-939529-13-2 (3 CDs)

## Lesung
- 2005: Hans Heinrich: Das Letzte Wort. Monolog eines Aussteigers in Münchner Mundart. WM-Literatur-Verlag, ISBN 3-9808439-7-1